# ポストスクス
ポストスクス（Postosuchus）は、三畳紀後期の北米に生息していた大型の爬虫類。後期三畳紀の北米において支配的な頂点捕食者であった。主竜類の中のクルロタルシ類に属しており、恐竜に酷似しているが分類上はやや遠縁である。
頭骨の特徴にティラノサウルスと共通している部分（立体視が可能な眼窩配置）があるため、以前はティラノサウルスの祖先であると考える学者もいた。

## 形態
全長4-5m。頭蓋骨は55cmに達し、筋肉を支えるための開口部（前眼窩窓など）が発達している。眼窩は大きく視力は高かったと考えられる。鋤鼻器があったという可能性も指摘されている。

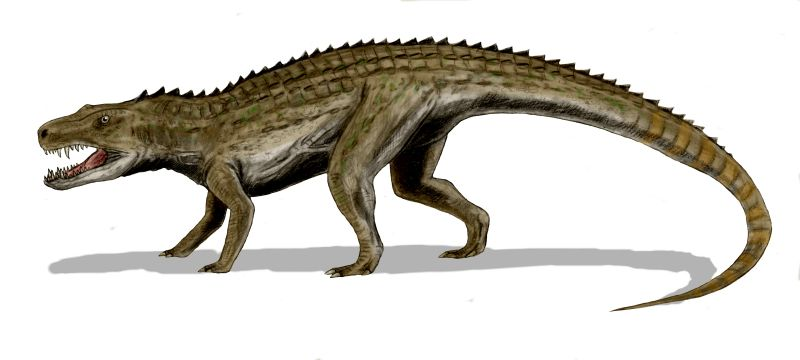
四足歩行の姿勢をとるポストスクスの旧復元

ポストスクスの姿勢が二足歩行であったか四足歩行であったかについては、記載時から長期間議論されていた。前肢の長さは後肢の半分より少し長い程度であり、直立した姿勢で歩くことができたと推測された。2008年の研究では、ポストスクスには発達した肩帯があるので、四足歩行は十分可能であったという説を提唱した。一部の和書では、その研究に基づきポストスクスが二足歩行を行った可能性が否定されたというような記述がみられるが、実際はその研究においても二足歩行の可能性は完全に否定されていない。2013年の研究では、指、椎骨、骨盤の構造などからポストスクスは二足歩行を行った可能性が高いという結論が出た。肢の長さの比率、脊椎の体重を支える部分の構造は獣脚類の恐竜と非常に類似している。

## 系統
- 主竜類 Archosauria
  - クルロタルシ類 Crurotarsi
    - ラウイスクス類 Rauisuchia
      - ポストスクス Postosuchus
      - オルニトスクス Ornithosuchus
      - プレストスクス Prestosuchus
      - テラトサウルス Teratosaurus

    - ワニ目 Crocodilia

  - 鳥頸類 Ornithodira
    - 恐竜形類 Dinosauromorpha
      - 恐竜上目 Dinosaur